# 胆碱能性荨麻疹
胆碱能性荨麻疹是當人出汗或体温升高时出现的一種蕁麻疹。

## 症状
胆碱能性荨麻疹的腫塊較小、持续时间較短 。雖然症状通常會在1小时内消退，但胆碱能性荨麻疹可能会影响生活品质，例如患者不敢參加体育活动。